# 乔瓦尼·图比诺
乔瓦尼·巴蒂斯塔·图比诺（義大利語：Giovanni Battista Tubino，1900年8月22日—1989年12月27日），意大利前男子竞技体操运动员。他曾获得1920年夏季奥林匹克运动会体操比赛男子团体全能金牌。他在退役后成为裁判。